# Pui de Finestrelles
El Pui de Finestrelles és una muntanya de 2.015 metres al municipi d'Espot, a la comarca del Pallars Sobirà.